# Smerinthus vancouverensis
Smerinthus vancouverensis är en fjärilsart som beskrevs av Butler 1877. Smerinthus vancouverensis ingår i släktet Smerinthus och familjen svärmare. Inga underarter finns listade i Catalogue of Life.

## Bildgalleri

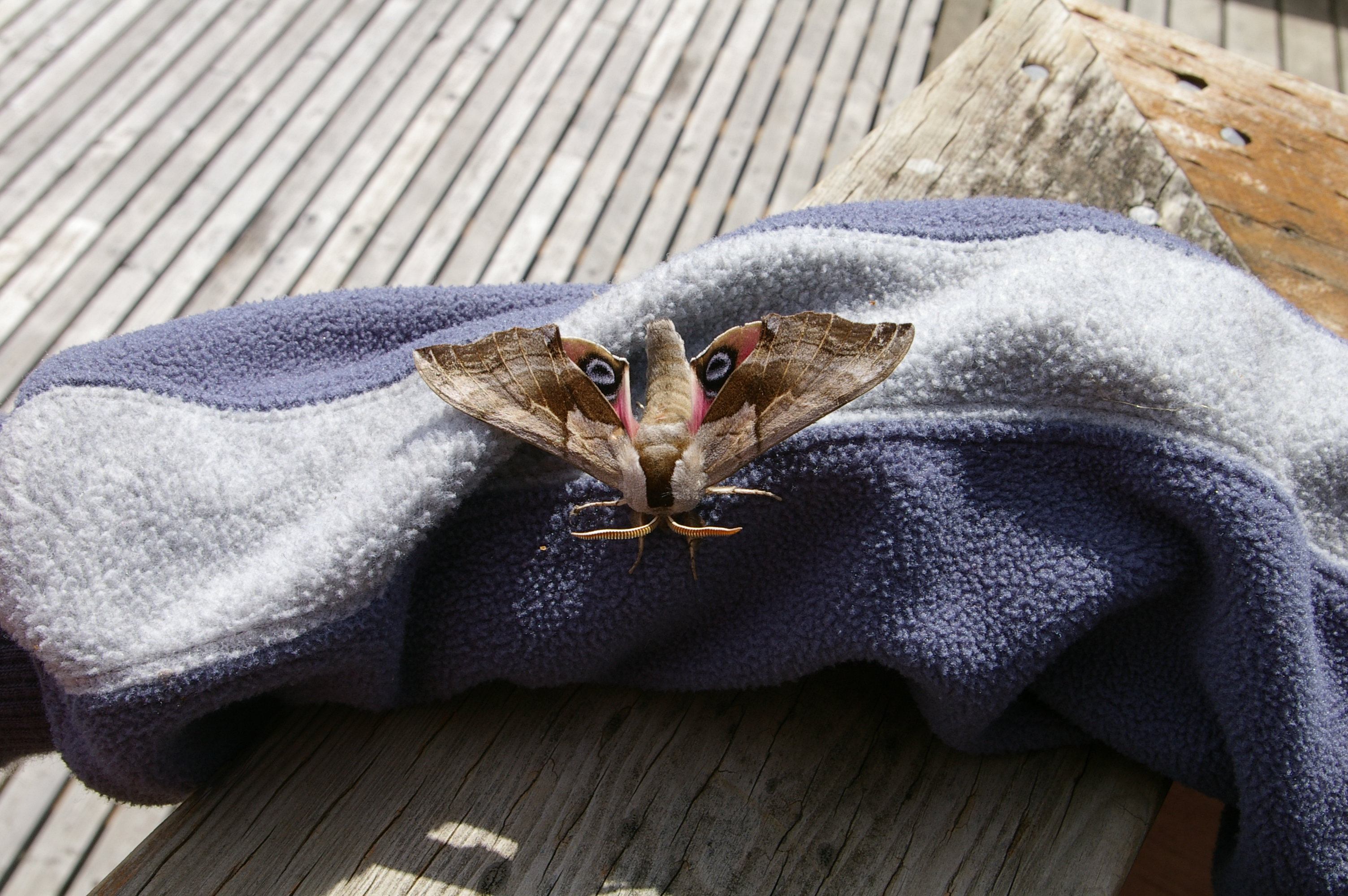